# Bezirk Dagda
Der Bezirk Dagda (Dagdas novads) war ein Bezirk in Lettgallen im Südosten Lettlands an der Grenze zu Belarus, der von 2009 bis 2021 existierte. Bei der Verwaltungsreform 2021 wurde der Bezirk aufgelöst, sein Gebiet gehört seitdem zum neuen Bezirk Krāslava.

## Geographie
Das dünn besiedelte Gebiet ist reich an Seen, unter denen der Ežezers im Nationalpark Rāzna der größte ist.

## Bevölkerung
Der Bezirk bestand aus den zehn Gemeinden (pagasts) Andrupene, Andzeļi, Asūne, Bērziņi, Dagda (Land), Ezernieki, Konstantinova, Ķepova, Svariņi, Šķaune sowie dem Verwaltungszentrum Dagda. 9331 Einwohner lebten 2010 im Bezirk Dagda.

## Sehenswürdigkeiten

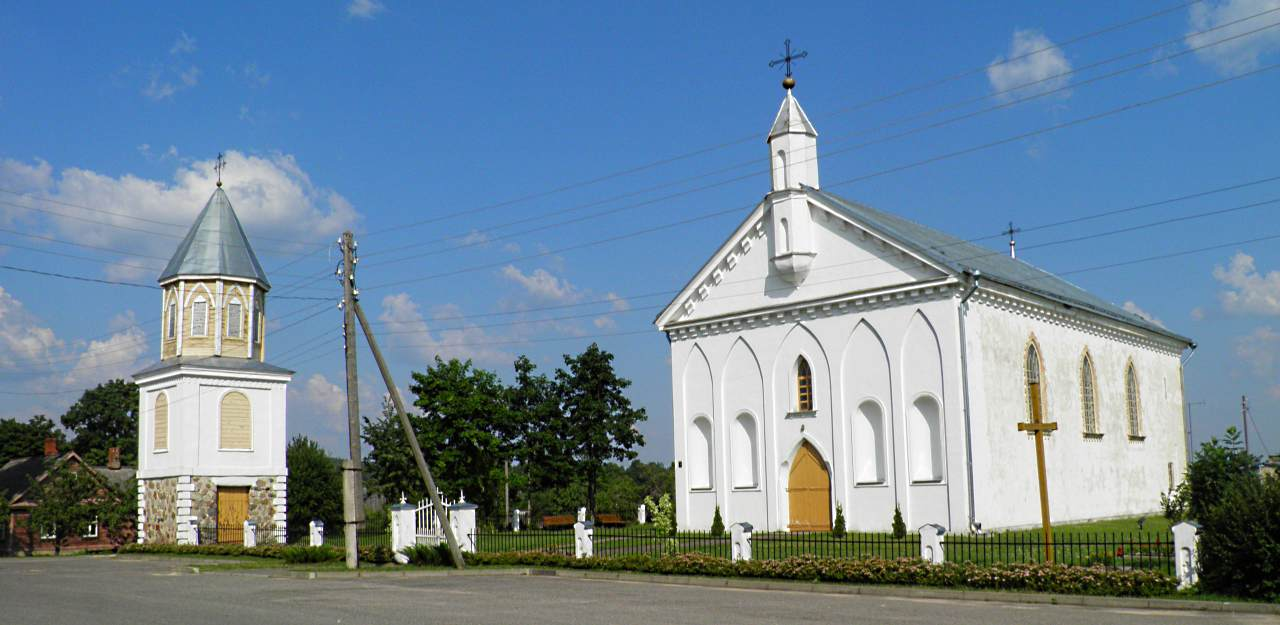
Andrupene: Römisch-katholische Kirche der Heiligen Jungfrau Maria, erbaut von 1849 bis 1850
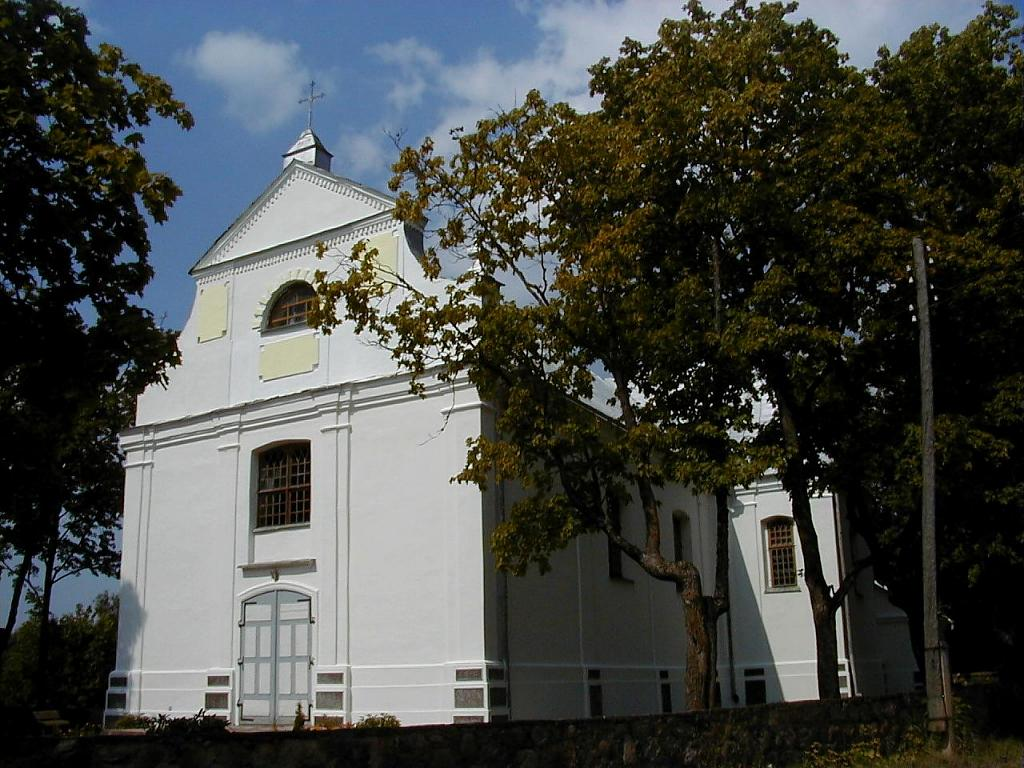
Asūne: Römisch-katholische Kirche zur Erhöhung des Heiligen Kreuzes, erbaut von 1816 bis 1819
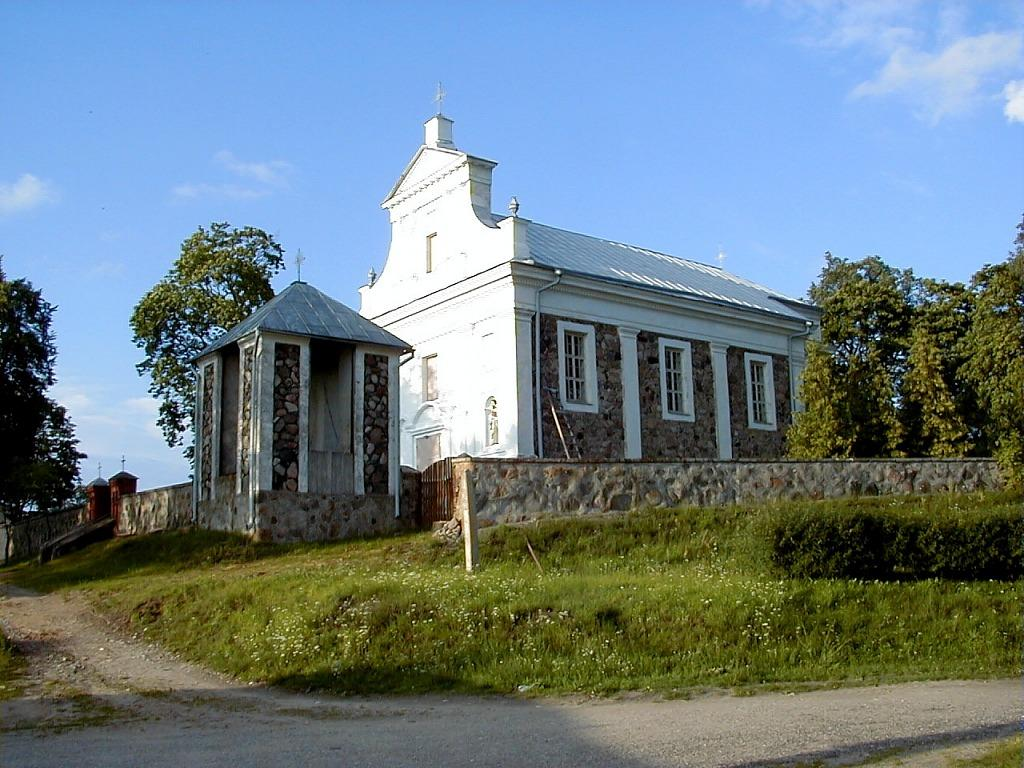
Ezernieki: Römisch-katholische Kirche von Bukmuiža St. Ludwig, erbaut 1830
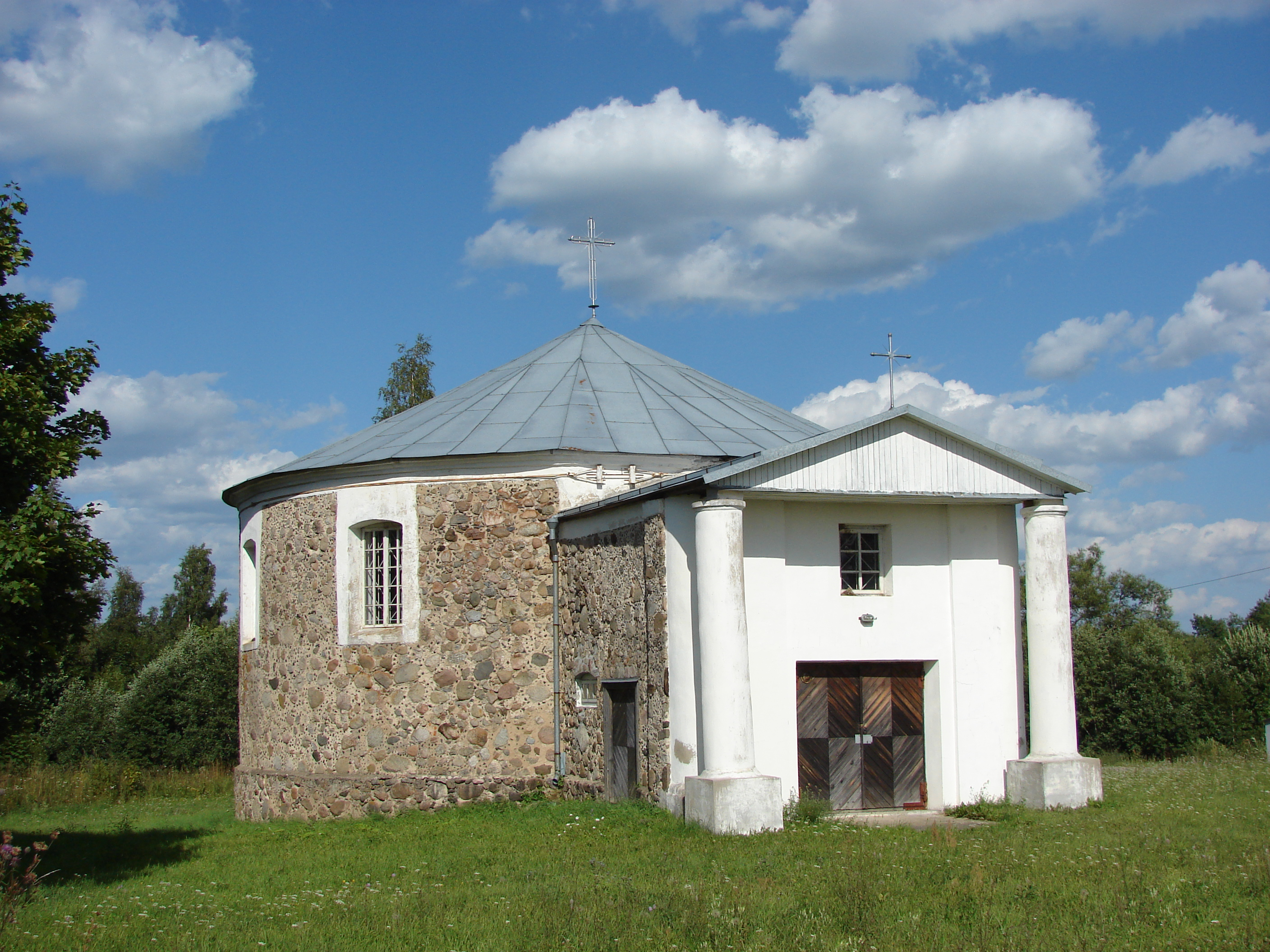
Novomisļi (Gemeinde Ezernieki): Weiße Erzengel-Michael-Kapelle, erbaut 1814
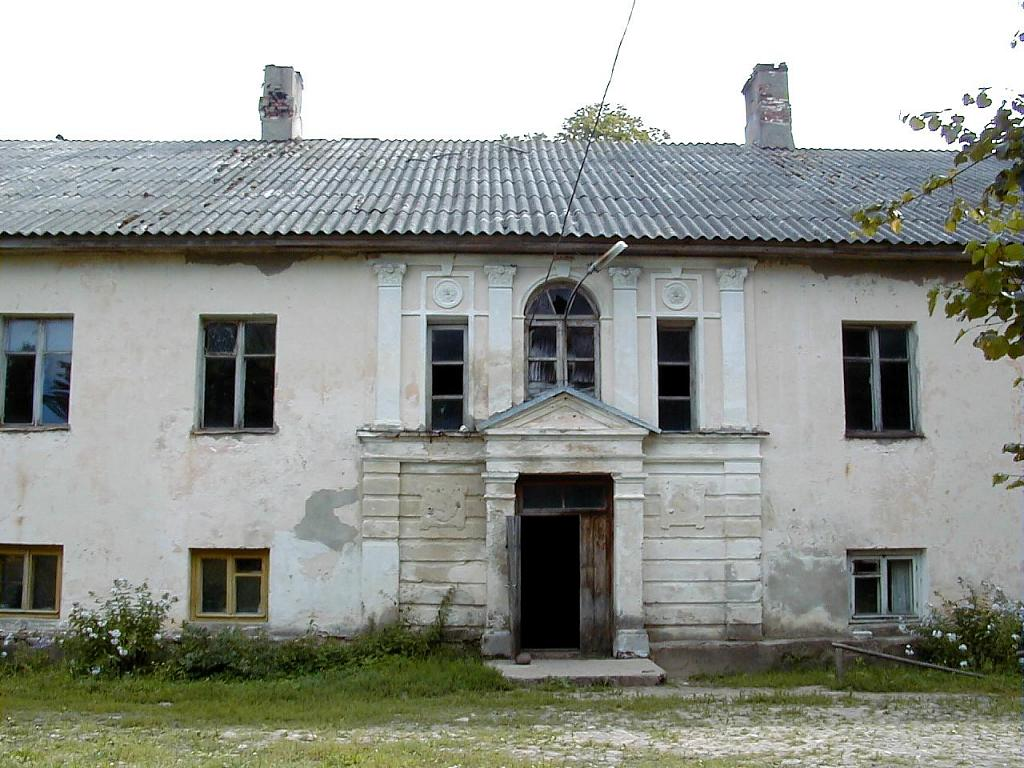
Novomisļi (Gemeinde Ezernieki): Herrenhaus Jaundome aus dem 19. Jahrhundert
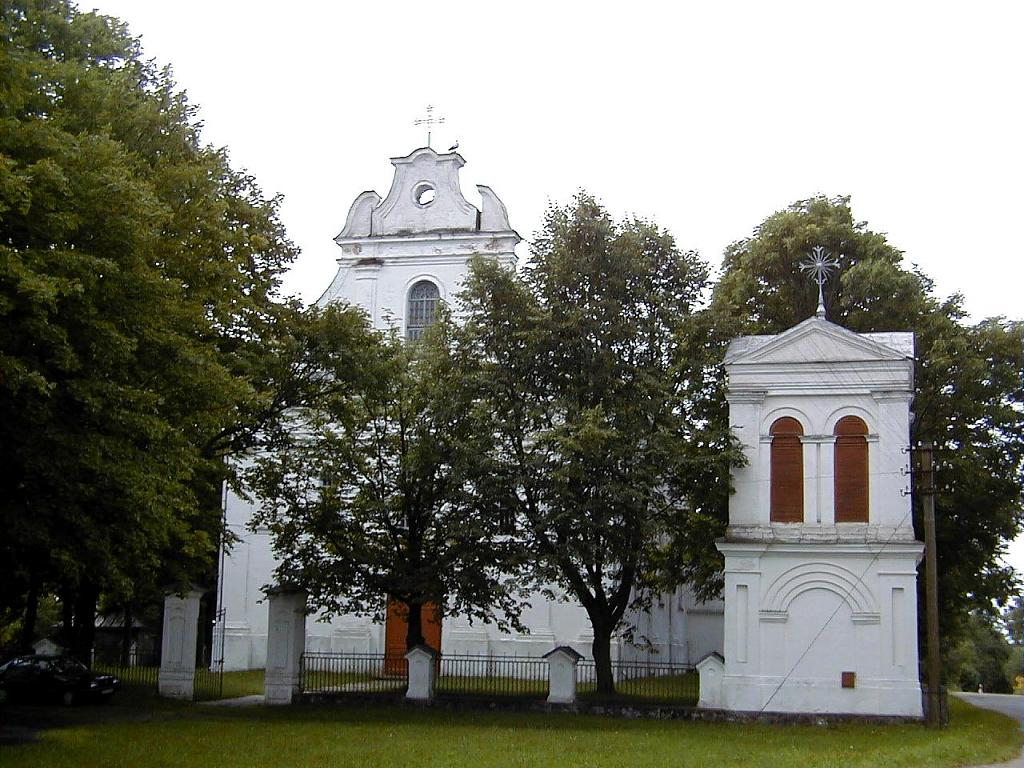
Šķaune: Römisch-katholische Kirche der Heiligen Dreifaltigkeit in Landskoron, erbaut 1828
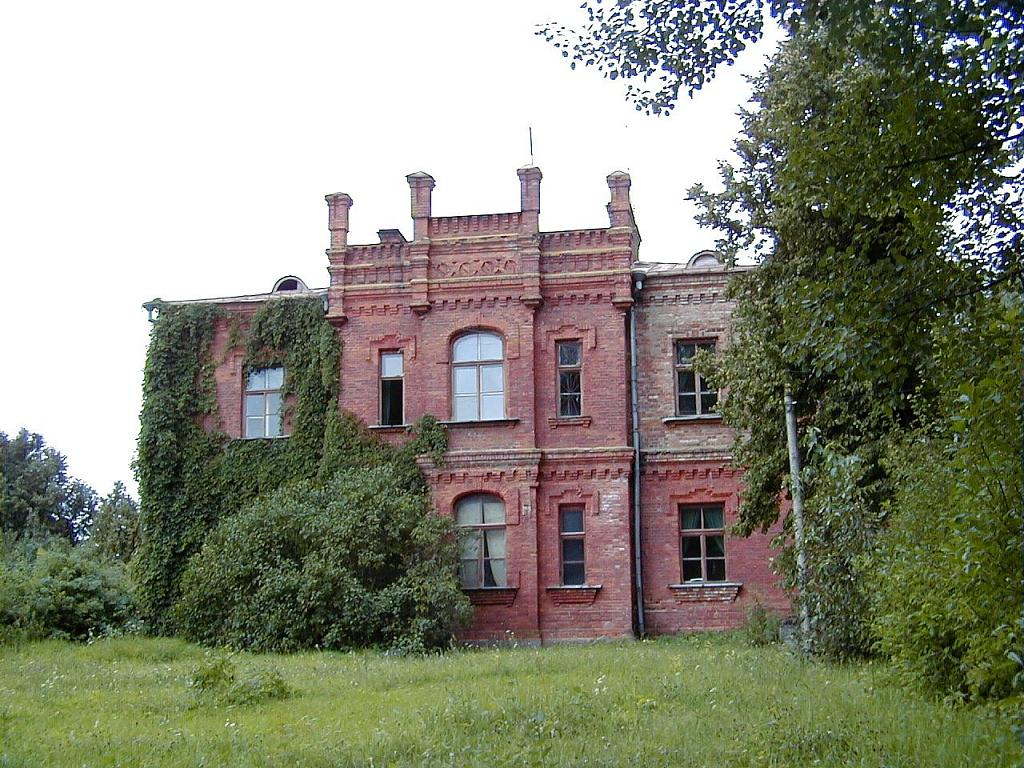
Tīmaņi: (Gemeinde Šķaune) Herrenhaus aus dem 19. Jahrhundert